# Live from Brixton Academy
Albums de Kasabian
Kasabian
(2004) Empire
(2006)
Live from Brixton Academy est un album live du groupe de rock britannique Kasabian, disponible uniquement sur certaines plateformes de téléchargement numérique à partir du 4 juillet 2005. L'enregistrement a eu lieu lors d'un concert à la Carling Brixton Academy le 15 décembre 2004.

## Liste des chansons
| 1.    | I.D.                        | 6:01 |
| 2.    | Cutt Off                    | 5:12 |
| 3.    | Reason Is Treason           | 5:07 |
| 4.    | Running Battle              | 5:05 |
| 5.    | Processed Beats             | 3:49 |
| 6.    | 55                          | 4:21 |
| 7.    | Test Transmission           | 4:40 |
| 8.    | Butcher Blues               | 5:10 |
| 9.    | The Nightworkers            | 4:44 |
| 10.   | Pan Am Slit Scan            | 5:02 |
| 11.   | L.S.F. (Lost Souls Forever) | 6:08 |
| 12.   | U Boat                      | 2:58 |
| 13.   | Ovary Stripe                | 5:29 |
| 14.   | Club Foot                   | 4:30 |
| 68:25 |                             |      |